# Calligramme
Pour les articles homonymes, voir Calligramme (homonymie).
Pour un article plus général, voir Poésie visuelle.

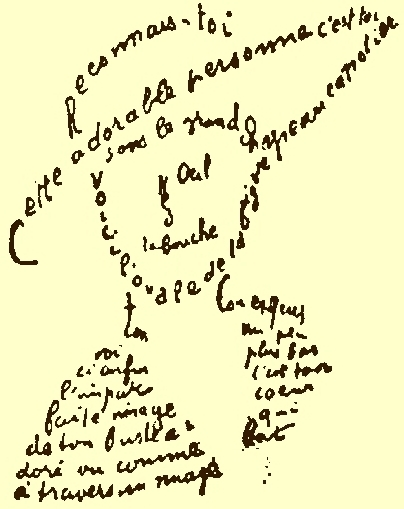
Un calligramme de Guillaume Apollinaire.

Un calligramme est un poème dont la disposition graphique sur la page forme un dessin, généralement en rapport avec le sujet du texte, mais il arrive parfois que la forme apporte un sens qui s'oppose au texte

## Histoire

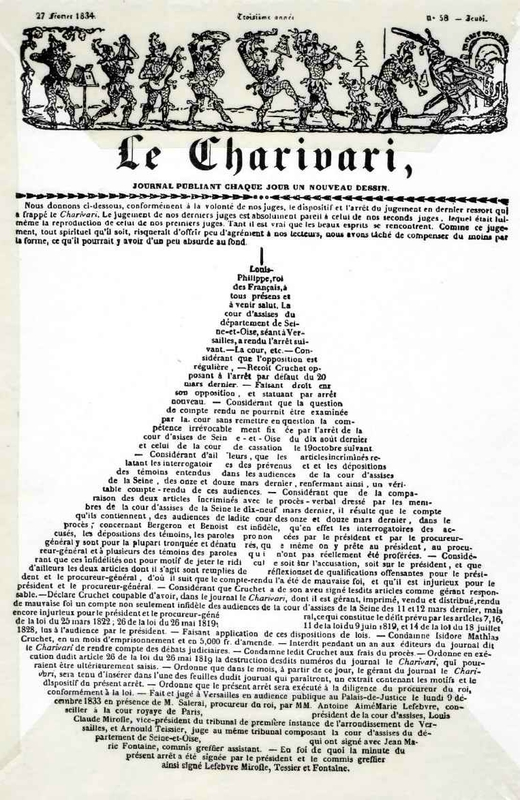
Page couverture du Charivari, du 27 février 1834, annonçant le verdict.

Le 27 février 1834, le journal satirique Le Charivari publie en couverture le verdict d'un procès intenté à son encontre. Ce texte apparait sous forme de poire, il lui était reproché précisément d'avoir caricaturé Louis Philippe sous forme de poire.
C'est le poète français Guillaume Apollinaire qui est à l'origine du mot (formé par la contraction de « calligraphie » et d'« idéogramme »), dans un recueil du même nom (Calligrammes, 1918). Étymologiquement, ce mot-valise signifie « belles lettres » dans la mesure où il reprend l'adjectif grec kallos et le nom gramma qui signifie « signe d'écriture, lettre ». Il s'agissait donc pour Apollinaire d'« écrire en beauté ». Il aurait ainsi déclaré parodiquement à son ami Picasso : « Anch'io son' pittore ! » (« Moi aussi je suis peintre ! »). Cette forme particulière de poésie est parfois nommée « poésie graphique ». Les premiers « poème-dessin » seraient dû à Simmias de Rhodes, poète grec du IVe siècle av. J.-C., en représentant une hache, un œuf et des ailes de l'amour.
Raban Maur, au IXe siècle, compose le Liber de laudibus Sanctae Crucis, poème mystique de vingt-huit calligrammes. Rabelais, au XVIe siècle, avait ainsi représenté sa « dive bouteille » dans le Cinquième Livre. Le calligramme suppose une lecture « active », car le lecteur doit chercher le sens et la direction des phrases, chose qui paraît évidente dans un texte classique. Le genre fut également pratiqué à la fin du XIXe siècle, notamment par Edmond Haraucourt.
Depuis Guillaume Apollinaire, qui réalisa les célèbres calligrammes, La Colombe poignardée et le Jet d'eau, La Cravate et la Montre ou encore Voyage, André Breton (1896-1966), poète surréaliste français, décrit un vase et son reflet dans le calligramme Pièce fausse, issu du recueil Clair de terre. Michel Leiris dévoile la vie par le biais des termes entrelacés « amour » et « mourir » dans Le Sceptre miroitant, extrait de l'ouvrage Glossaire j'y serre mes gloses (1939).
Pour Jérôme Peignot, spécialiste de la typographie, le calligramme relève de quatre domaines : la littérature, la peinture, la calligraphie mais aussi la philosophie, ce qu'il développe dans son ouvrage Du calligramme, paru en 1978,  Éd. du Chêne.
Un calligramme a été publié par Plantu dans le journal Le Monde, en 2006, à partir de la phrase : « Je ne dois pas dessiner Mahomet. »

## Exemples

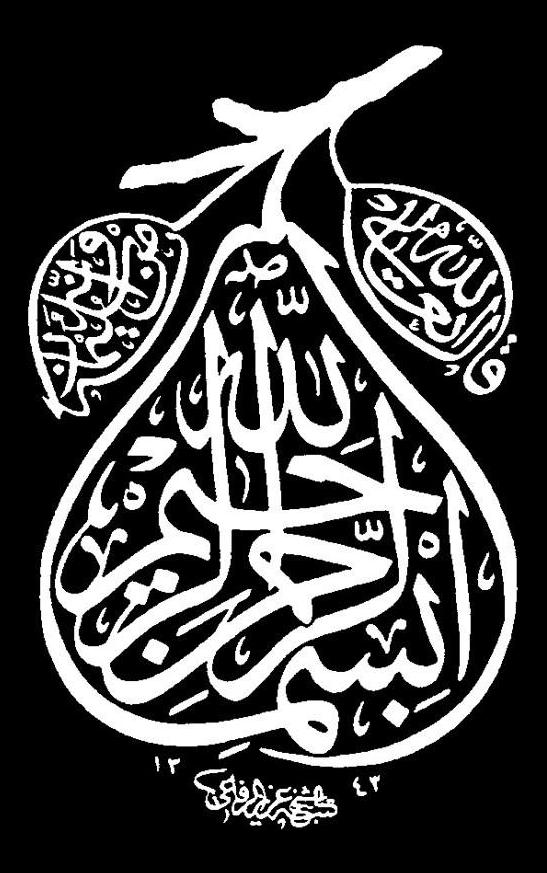
Basmala de 1924 par Aziz Efendi (en).
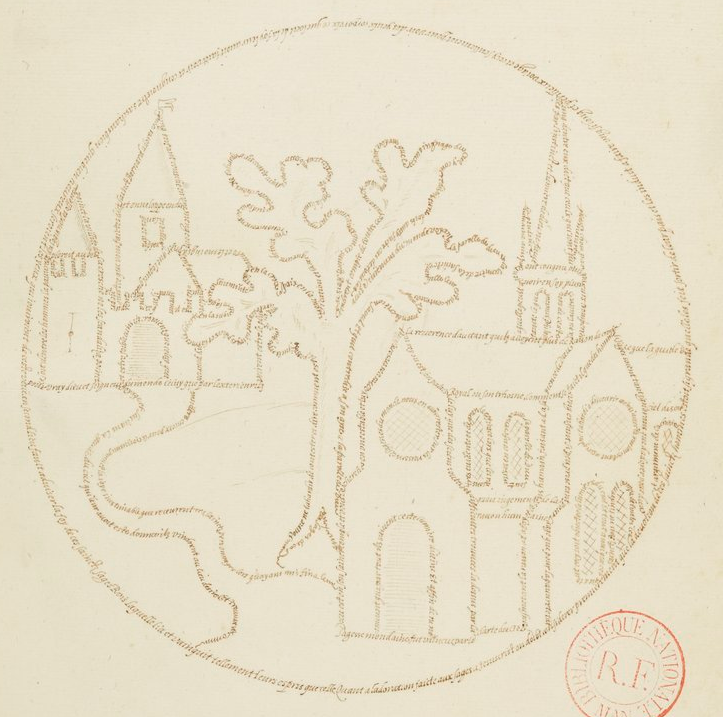
Fin XVIe siècle par Jacques Cellier.
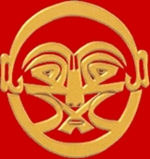
Calligramme ancien attribué à l'Alévisme,
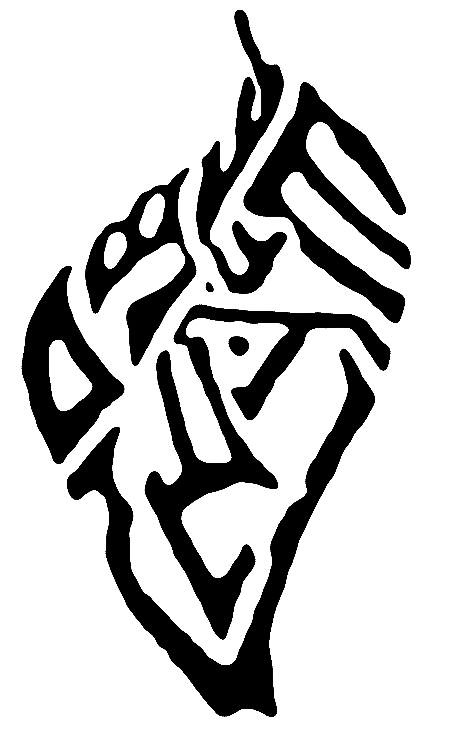
Calligram-me du samarita-nisme.
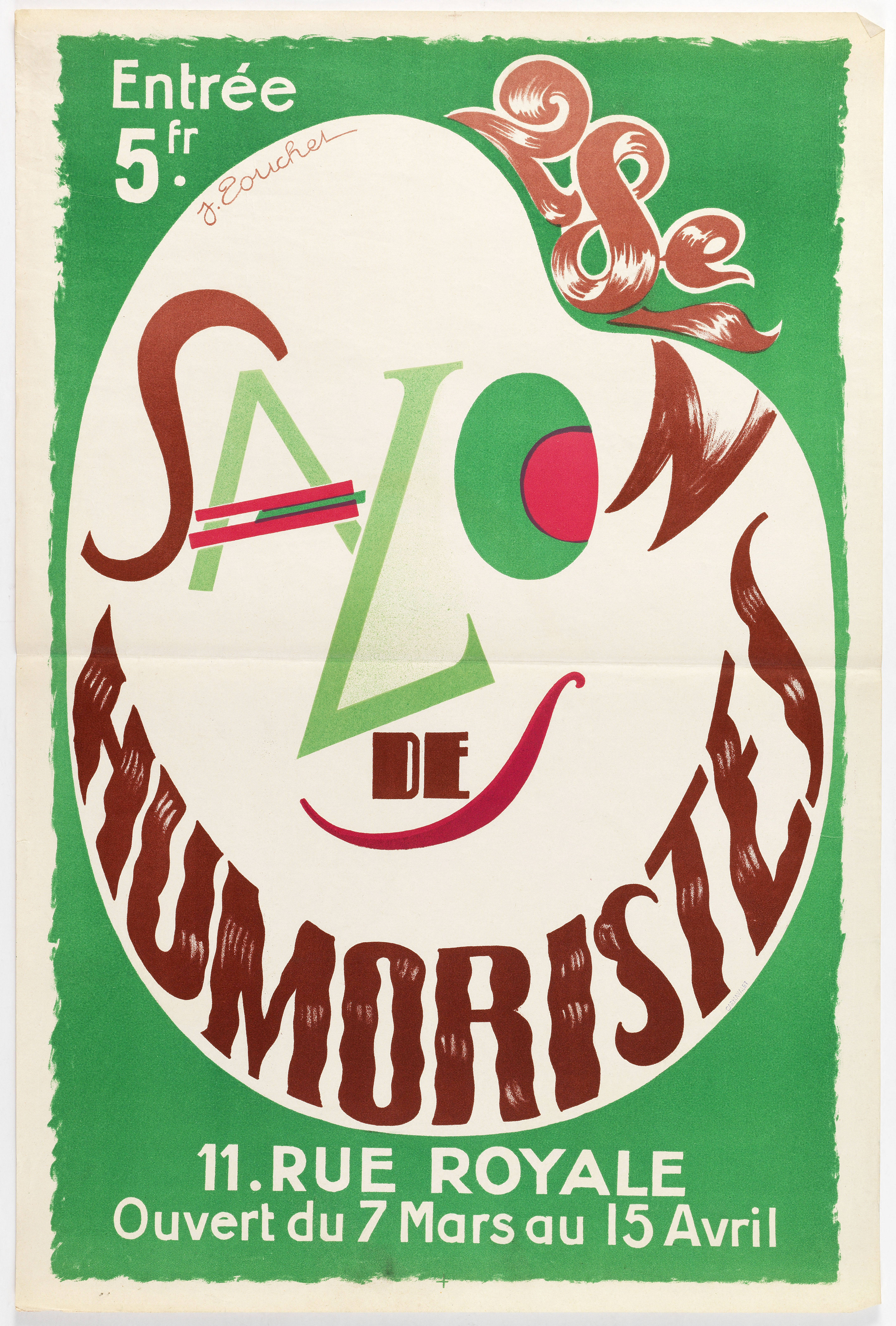
Affiche du 28e Salon des humoristes de 1935.